# Камчатка (река)
Камча́тка (в верховье Озёрная Камчатка) — крупнейшая река полуострова Камчатка на Дальнем Востоке России. Впадает в Камчатский залив Тихого океана. В некоторых частях своего русла Камчатка пригодна для судоходства. На реке расположены посёлки Мильково, Ключи и порт Усть-Камчатск. Длина реки — 758 км, площадь бассейна — 55 900 км², средняя высота бассейна — 560 метров над уровнем моря, общее падение реки — 1200 м, средний уклон — 1,58 ‰.

## География
Берёт начало в горах центральной части полуострова и до слияния с рекой Правая называется Озёрная Камчатка. От места слияния Правой и Озёрной Камчатки до самого устья вдоль берега реки проходит автодорога Петропавловск-Камчатский — Усть-Камчатск.
В верховьях имеет горный характер с многочисленными перекатами и порогами. В среднем течении река выходит на Центральнокамчатскую низменность и меняет характер на равнинный. На этом участке у Камчатки очень извилистое русло, в отдельных местах разбивается на рукава. В нижнем течении река, огибая массив Ключевская Сопка, поворачивает на восток; в низовьях пересекает хребет Кумроч. В пойме Камчатка меандрирует, её отшнурованные протоки превращаются в отдельные озёра; примером может служить озеро Барадуль.
В устье река образует дельту, состоящую из многочисленных проток, разделённых песчано-галечными косами. Конфигурация дельты все время меняется. В месте впадения реки Камчатки в океан она соединяется протокой Озёрная с озером Нерпичье, которое является крупнейшим озером полуострова Камчатка. Полуостров к северу от дельты также назван по имени реки — Камчатским полуостровом.

### Притоки
В бассейне реки насчитывается 7707 более мелких рек общей протяжённостью 30352 км. Большинство из них имеет протяжённость менее 10 км. В подавляющем большинстве притоков реки Камчатки располагаются нерестилища лососёвых и некоторых других видов рыб. Крупнейшие притоки: Кенсол, Андриановка, Жупанка, Козыревка, Крерук, Еловка — левые; Кавыча, Китильгина, Вахвина Левая, Урц — правые. Наиболее значительный из них — река Еловка.
Некоторые протоки реки Камчатка достаточно длинны, и учитывались в Водном кадастре как реки, например Протока Каменская, длина которой — около 30 км.

## Населённые пункты
Усть-Камчатск, Мильково, Козыревск, Ключи, город Нижнекамчатск (исчезнувший с 1968 года), Крахча (упразднён в 1974 году), село Кресты (после Второй мировой войны опустело), Берёзовый Яр и Чёрный Яр.

## Гидрология
Питание смешанное, с преобладанием подземного — 35 % (за счёт значительной части осадков, просачивающихся в водопроницаемые вулканогенные породы и пополняющих запасы грунтовых вод); снеговое составляет 34 %, ледниковое — 28 %, дождевое — 3 % Половодье с мая по сентябрь, с октября по апрель межень. Средний расход у Нижнекамчатска (35 км от устья) — 965 м³/с. Замерзает в ноябре, вскрывается в апреле — мае.
Долина реки находится в сейсмоактивной области с активным вулканизмом. При вулканических извержениях возможен сход селевых потоков из-за таяния ледников в бассейн реки. Наиболее значительным был грязекаменный поток, связанный с катастрофическим извержением в марте 1956 года вулкана Безымянный, в ходе которого сель распространялся по реке Большая Хапица — одному из притоков Камчатки. В отдельных местах из-за выхода горячих источников река не замерзает в течение всего года.
| Средний расход воды (м³/с) реки Камчатки по месяцам и за год с 1937 по 1985 гг. (замеры производились на гидрологическом посту Большие Щёки) |

## Этимология
Происхождение название реки до конца не выяснено. По одному предположению название происходит от ительменского личного имени Кончат или Коншат. С XVIII века С. П. Крашенинников считал что название от этнонима кончало или хончало — так называли ительменов их соседи коряки, с этим объяснением соглашался и историк Г. Ф. Миллер, позже с этой версией соглашались и исследователи XX века.

### Природа
Река богата рыбой, является местом нереста многих ценных пород лосося, в том числе чавычи, поэтому ведётся промышленный и любительский лов. В бассейне Камчатки также встречаются интродуцированные серебристый карась, амурский сазан, сибирский усатый голец. Река часто используется туристами для совершения водных походов из Усть-Камчатска.
Долина реки является местом наибольшего распространения хвойных лесов на полуострове Камчатка. Виды, произрастающие здесь — лиственница охотская (Larix ochotensis) и ель аянская (Picea ajanensis).

### Ихтиофауна
В бассейне реки Камчатка обитает 24 вида пресноводных, анадромных и прибрежных видов рыб и рыбообразных:
- Тихоокеанская минога — (Lethenteron camtschaticum)
- Дальневосточная ручьевая минога — (Lethenteron reissneri)
- Сибирская стерлядь — (Acipenser ruthenus) (marsiglii)
- Тихоокеанский (зелёный) осётр — (Acipenser medirostris)
- Тихоокеанская сельдь — (Clupea pallasii)
- Серебряный карась — (Carassius auratus)(gibelio)
- Амурский сазан — (Cyprinus carpio) (haematopterus)
- Сибирский усатый голец — (Barbatula toni)
- Малоротая корюшка — (Hipomesus olidus)
- Тихоокеанская зубастая корюшка — (Osmerus mordax) (dentex)
- Камчатский хариус — (Thymallus arcticus) (mertensi)
- Горбуша — (Oncorhynchus gorbuscha)
- Кета — (Oncorhynchus keta)
- Кижуч — (Oncorhynchus kisutch)
- Сима — (Oncorhynchus masou)
- Нерка — (Oncorhynchus nerka)
- Чавыча — (Oncorhynchus tschawytscha)
- Микижа — (Parasalmo mykiss)
- Арктический голец — (Salvelinus alpinus) (complex)
- Кунджа — (Salvelinus leucomaenis)
- Дальневосточная (Тихоокеанская) навага — (Eleginus gracilis)
- Трёхиглая колюшка — (Gasterosteus aculeatus)
- Девятииглая колюшка — (Pungitius pungitius)
- Звёздчатая камбала — (Platichthys stellatus)
- Желтобрюхая камбала — (Pleuronectes quadritubårculatu)